# ديريك وايتفورد
ديريك وايتفورد (بالإنجليزية: Derek Whiteford)‏ هو مدرب كرة قدم ولاعب كرة قدم بريطاني في مركز نصف الجناح، ولد في 13 مايو 1947 في Salsburgh ‏ في المملكة المتحدة، وتوفي في 2002 في Shotts ‏ في المملكة المتحدة. لعب مع نادي أردريونيانز ونادي دمبرتون ونادي فالكيرك ونادي هيبرنيان.